# Luz de domingo
Luz de domingo es una película española de 2007 dirigida por José Luis Garci.

## Argumento
Un ficticio pueblo de Asturias, Cenciella, sirve de escenario a una historia de amor dentro de un drama rural consecuencia del caciquismo de la España del siglo XIX.
Un joven abogado, Urbano, llega al pueblo, para ocupar el puesto de secretario del ayuntamiento, y allí se enamora de una joven, Estrella, nieta de un indiano, Juaco, que regresó de América para hacerse cargo de ella. Después de un corto noviazgo, y una petición formal de matrimonio, que tuvieron que ser autorizadas por el abuelo de la joven, deciden casarse.
La felicidad de los novios se verá interrumpida por la intervención del cacique, que es en esos momentos alcalde del pueblo, don Atila, que choca con el secretario que no se presta a sus manejos en el ayuntamiento, y con Juaco, el abuelo de Estrella, que no se aviene a la venta de un solar que el cacique quiere para uno de sus hijos.
Un día que los novios están en el bosque disfrutando de un momento idílico, todo se transforma con la presencia del cacique, que viene a vengarse. Se presenta acompañado de su criado de confianza, Longinos, y de sus tres hijos, que asaltan a la pareja, violando salvajemente a la chica, pero como dice el cacique a su criado cuando le niega la posibilidad de hacer lo mismo que han hecho los tres hijos con la joven, "es política, no es vicio". En otro momento el alcalde amplia su visión personal de lo sucedido: "las mujeres y las leyes están para violarlas, siempre que nos causen problemas".
La desconcertante respuesta de Urbano no es visceral, sino racional, sin recurrir a una venganza inmediata del honor atropellado, como sería más propia de los dramones de la época. Pensando más en Estrella y en el futuro, hace que la familia no denuncie ni hable de la violación, y los prometidos se casan, sin que lo ocurrido sirva más que para entristecer la felicidad de la novia y los allegados. Urbano también ve, y hace ver a Juaco, con ojos diferentes, la criatura que viene, a la que ve más como el hijo de su esposa que como la consecuencia de lo sucedido.
No obstante la venganza se produce pasado algún tiempo, aunque de una forma que le da una cierta belleza al desenlace de una historia triste. Finalmente la pareja, junto con el hijo, se traslada a vivir a Nueva York, que representa en la película ese mundo ideal, muy añorado por el abuelo, que la vida rural en medio de paisajes hermosos no pudo proporcionar por las ambiciones de un cacique.

## Reparto
| Actor/Actriz            | Personaje   |
| ----------------------- | ----------- |
| Alfredo Landa           | Joaco       |
| Paula Echevarría        | Estrella    |
| Álex González           | Urbano      |
| Kiti Mánver             | Doña Predes |
| Manuel Galiana          | Alpaca      |
| Toni Acosta             | Cova        |
| Enrique Villén          | Longinos    |
| Andrea Tenuta           | Parrula     |
| Francisco Algora        | Chanfaina   |
| Carlos Larrañaga        | Atila       |
| Mapi Sagaseta           | Regina      |
| Jorge Roelas            |             |
| Fernando Guillén Cuervo | Ramón       |
| Iker Lastra             | Leto        |
| Víctor Anciones         | Pipo        |
| Adolfo de Grandy        |             |
| Valentín Paredes        |             |
| Ramón Lillo             |             |
| Pilar Ordóñez           |             |
| Inocencio Arias         |             |
| Luis José Ventin        |             |
| Eva Almaya              | Laura       |
| Natalia Díaz            |             |
| Nacho Carballo          | Concejal    |
| Hevia                   |             |
| Paula Méndez            | Nun         |
| Sergio Peris-Mencheta   |             |
| Sonia Capilla           | Fotógrafa   |

## Comentarios
Basado en la novela de Ramón Pérez de Ayala. Según Garci: Narra una historia «muy cruel» que probablemente estuvo basada en hechos reales que el propio Pérez de Ayala presenció de pequeño y marcaron su vida.  En un principio Elsa Pataky iba a ser la protagonista femenina, que al no poder compaginar el rodaje con otro proyecto fue sustituida por Paula Echevarría.
Rodada entre Avilés, el Parque natural de Redes y Oviedo. 
Fue seleccionada para ser candidata a los Oscar (2007) junto a Trece Rosas y El Orfanato.

## Premios
Medallas del Círculo de Escritores Cinematográficos de 2007
| Categoría               | Persona                           | Resultado |
| ----------------------- | --------------------------------- | --------- |
| Mejor actor             | Alfredo Landa                     | Ganador   |
| Mejor actriz secundaria | Kiti Mánver                       | Candidata |
| Mejor actor secundario  | Carlos Larrañaga                  | Ganador   |
| Mejor actor secundario  | Manuel Galiana                    | Candidato |
| Mejor guion adaptado    | José Luis Garci Horacio Valcárcel | Ganadores |
| Mejor fotografía        | Félix Monti                       | Ganador   |
| Mejor música            | Pablo Cervantes                   | Candidato |

XXII edición de los Premios Goya
| Categoría                     | Persona                     | Resultado  |
| ----------------------------- | --------------------------- | ---------- |
| Mejor actor                   | Alfredo Landa               | Candidato  |
| Mejor actor de reparto        | Carlos Larrañaga            | Candidato  |
| Mejor dirección artística     | Gil Parrondo                | Candidato  |
| Mejor dirección de producción | Juan Carmona Salvador Gómez | Candidatos |
| Mejor diseño de vestuario     | Lourdes Orduña              | Candidata  |